# Kitack Lim

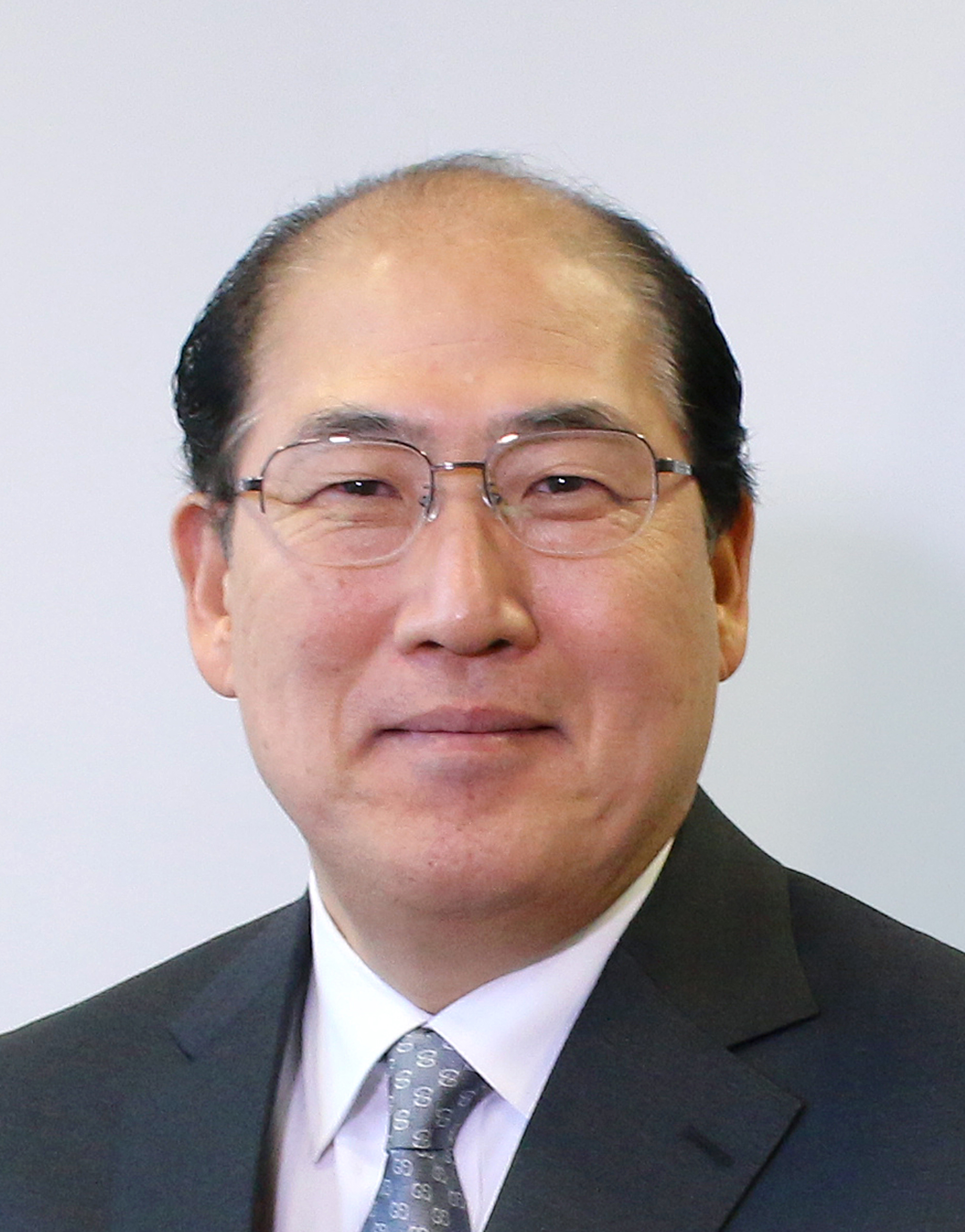
Kitack Lim, 2016

Kitack Lim (* 22. Januar 1956 in Masan, Provinz Gyeongsangnam-do) ist ein südkoreanischer UN-Funktionär und war von 2016 bis 2023 Generalsekretär der Internationalen Seeschifffahrts-Organisation.

## Leben
Seine Ausbildung erhielt Lim an der Korea Maritime and Ocean University in Busan. Dort machte er 1977 seinen Abschluss in Nautik. Danach arbeitete er als Offizier auf Schiffen der Handelsmarine seines Heimatlandes. Später wechselte er in die Schifffahrtsindustrie und arbeitete für Sanko Shipping. Ab 1985 war er bei der staatlichen koreanischen Schifffahrts- und Hafenverwaltung angestellt. Ab 1986 gehörte er der Delegation seines Heimatlandes bei der Internationalen Seeschifffahrts-Organisation an. Dort war er vor allem mit Fragen der maritimen Sicherheit und des maritimen Umweltschutzes befasst. Zugleich setzte er seine Ausbildung fort und erwarb 1990 einen Masterabschluss an der Yonsei University in Seoul. Anschließend wechselte er an die World Maritime University in Malmö, wo er einen weiteren Masterabschluss in Seeverkehrsverwaltung mit Vertiefungsrichtung Nautik erwarb. Ab 1995 fertigte er seine Doktorarbeit an seiner Alma Mater an. Dort wurde er 1998 promoviert. Innerhalb der Internationalen Seeschifffahrts-Organisation übernahm er zwischen 2002 und 2004 den Vorsitz des Unterausschusses zur Umsetzung der Flaggenstaatkontrolle. 2004 stand er dann dem Tokioter Übereinkommen zur Hafenstaatkontrolle vor. Zwei Jahre später wurde er zum Marineattaché und Botschaftsrat an der Botschaft der Republik Südkorea in London ernannt. Bis August 2009 war er zudem stellvertretender ständiger Vertreter seines Heimatlandes bei der Internationalen Seeschifffahrts-Organisation. Dann übernahm er die Leitung des Seefahrtssicherheitsbüros im Ministerium für Land-, Transport- und Schifffahrtsangelegenheiten in Seoul. Diesen Posten hatte er bis 2011 inne, bevor er als Hochkommissar an das Koreanische Schifffahrtssicherheitstribunal wechselte. Im Juli 2012 wechselte er als Präsident zur Hafenbehörde von Busan. Ende 2015 ernannte ihn die Generalversammlung der Internationalen Seeschifffahrts-Organisation mit Wirkung zum 1. Januar 2016 einstimmig zu ihrem Generalsekretär. Am 4. Dezember 2019 wurde er in diesem Amt für eine weitere Amtszeit von vier Jahren bestätigt. Zu seinem Nachfolger ab dem 1. Januar 2024 wurde Arsenio Dominguez gewählt.